# Con altura
Con altura è un singolo della cantante spagnola Rosalía e del cantante colombiano J Balvin, pubblicato il 28 marzo 2019.
Il singolo, che vede la partecipazione del produttore musicale spagnolo El Guincho, è stato premiato con un Latin Grammy Award e due MTV Video Music Awards.

## Accoglienza
Dopo la sua pubblicazione, il singolo è stato accolto in modo positivo dalla critica. Philip Sherburne di Pitchfork ha definito Con altura «un mix spensierato di presuntuose metafore volte ad essere giocose. È l'apice della performance di entrambi gli artisti». Suzy Exposito per Rolling Stone ha scritto: «è la versione moderna delle canzoni di flamenco spagnole ispirate da suoni arabi e caraibici; la sperimentazione cross-culturale è stata definita da Rosalía come un suo omaggio personale al reggaeton classico».
Vice l'ha definita la trentacinquesima miglior canzone del 2019.

## Video musicale
La cantante ha condiviso un'anteprima del video musicale il 27 marzo, per poi pubblicarlo per intero il giorno successivo. Esso mostra dei ballerini, J Balvin e Rosalía in un aereo che ballano sulla canzone e cercano di pilotarlo. Il videoclip si è aggiudicato le statuette per Miglior video latino e Miglior coreografia agli MTV Video Music Awards 2019.
Durante la terza settimana del giugno 2019, il video ha accumulato 19 milioni di visualizzazioni, risultando il più visto della settimana. La settimana seguente ha raggiunto il traguardo delle 500 milioni di visualizzazioni. Il video musicale è diventato il più visto per un'artista donna sulla piattaforma nel 2019.

## Tracce
Testi e musiche di Alejandro Ramírez, Frank Dukes, José Álvaro Osorio Balvin, Mariachi Budda, Pablo-Díaz Reixa, Rosalía Vila e Teo Halm.
1. Con altura (feat. El Guincho) – 2:41

## Formazione
Musicisti
- Rosalía – voce
- J Balvin – voce

Produzione
- Rosalía – produzione
- El Guincho – produzione, registrazione
- Frank Dukes – produzione
- Michelle Mancini – mastering
- Manny Marroquin – missaggio
- Morning Estrada – assistenza alla registrazione

## Successo commerciale
Con altura ha debuttato in cima alla classifica dei singoli compilata dalla Productores de Música de España, diventando così la seconda numero uno di Rosalía in madrepatria. Nella Billboard Argentina Hot 100 il brano ha raggiunto la vetta durante la sua quattordicesima settimana di permanenza, rendendola la prima numero uno dei tre interpreti. Ha trascorso un totale di tre settimane in cima alla classifica argentina.

## Classifiche

### Classifiche settimanali
| Classifica (2019) | Posizione massima |
| ----------------- | ----------------- |
| Argentina         | 1                 |
| Belgio (Fiandre)  | 67                |
| Belgio (Vallonia) | 61                |
| Cile              | 4                 |
| Costa Rica        | 13                |
| Francia           | 175               |
| Grecia            | 64                |
| Messico           | 7                 |
| Portogallo        | 28                |
| Romania           | 36                |
| Spagna            | 1                 |
| Stati Uniti       | 118               |
| Svizzera          | 98                |

### Classifiche di fine anno
| Classifica (2019) | Posizione |
| ----------------- | --------- |
| Romania           | 47        |
| Spagna            | 6         |